# The Tower (Fort Worth)
Pour les articles homonymes, voir The Tower.
The Tower  est un gratte-ciel résidentiel de 149 mètres de hauteur, construit à Fort Worth au Texas de 1969 à 1974. Il comprend 315 logements. C'est le plus ancien gratte-ciel de Fort Worth et ce fut le plus haut immeuble de la ville jusqu'en 1982. C'est toujours actuellement le plus haut immeuble résidentiel de Fort Worth.
L'immeuble a été sévèrement endommagé par une tornade de niveau F2 le 28 mars 2000 qui a cassé beaucoup de vitres.
Il a été envisagé de démolir l’immeuble mais le coût en aurait été trop important à cause de la présence d'amiante, mais pour cette même raison sa réhabilitation a été jugée trop coûteuse ce qui fait que l'immeuble est resté vacant pendant plusieurs années.
Le bâtiment a été rénové en 2005 avec une nouvelle façade en verre de couleur verte, efficace énergétiquement, et la constitution d'un podium offrant un meilleur accès aux piétons ainsi que la création d'appartements de luxe. Le premier niveau a été transformé en espace commercial. Le coût initial du projet était de 65 millions de $ dont 16 millions de $ de subventions de la ville et du comté.
L'architecte de l'immeuble est John Portman et pour la rénovation de 2005, l'agence Corgan Associates, Inc.